# Nanohaloarchaeota
Die Nanohaloarchaeota sind ein Phylum (Stamm) winziger extrem halophiler (sog. „nanohalophiler“) Archaeen mit einem ebenfalls vergleichsweise kleinen Genom und begrenzten Stoffwechselfähigkeiten.

## Forschungsgeschichte
Nanohalophile Archaeen, d. h. extrem kleine, salzliebende (halophile) Archaeen sind in hypersalinen (stark salzhaltigen) Lebensräumen allgegenwärtig, die sie mit den größeren, ebenfalls extrem halophilen Haloarchaeen teilen.
Bei der Sequenzierung von Genomen dieser halophilen Archaeen aus dem Lake Tyrrell – einem Salzsee in der Region „The Mallee“ im Nordwesten des australischen Bundesstaates Victoria – fanden sich Metagenomdaten, die sich stark von denen der Halobakterien unterschieden. Später wurden solche nanohalophilen Archaeen auch in weiteren hyper- und thalassosalinen Gewässern und Umgebungen auch außerhalb Australien identifiziert, darunter:
- spanische Salinen,[6]
- russische Natronseen,[7]
- kalifornische Salinen,[8] und
- chilenischer Halit.[9]

Für diese Gruppe nicht kultivierbarer nanohalophiler Archaeen wurde daher zunächst die Klasse Nanohaloarchaea, und anschließend auch das Phylum Nanohaloarchaeota vorgeschlagen.
Innerhalb der Gruppe konnten zu dieser Zeit insgesamt sechs Kladen (Verwandtschaftsgruppen) ausgemacht werden.
Es bildeten sich in Konkurrenz zueinander zwei Theorien zur Taxonomie dieser nanohalophilen Archaeen heraus:
1. Es könnte sich um ein eigenständiges Phylum (Stamm) „Nanohaloarchaeota“ innerhalb des Superphylums DPANN (Diapherotrites, Parvarchaeota, Aenigmarchaeota, Nanoarchaeota, Nanohaloarchaeota) handeln.[14][15] Zusammen mit halophilen Bakterien und anderen Haloarchaeen ist DPANN in Salzseen und Salzpfannen auf der ganzen Welt zu finden.
2. Es könnte sich aber auch nur um eine Klasse „Nanohaloarchaea“ und Schwestergruppe der Haloarchaea innerhalb des (Super-)Phylums Euryarchaeota handeln; diese beiden Euryarchaeota-Gruppen werden zusammen mit anderen gelegentlich zur größeren „Stenosarchaea-Gruppe“ zusammengefasst.[16]

Die phylogenetische Position der nanohalophilen Archaeen ist bis heute umstritten.
Die Diskussion könnte möglicherweise einen vorläufigen Abschluss gefunden haben, indem die Gruppe der nanohalophilen Archaeen als polyphyletisch aufgefasst und die Klasse „Nanohaloarchaea“ vom Rest des Phylums „Nanohaloarchaeota“ abgetrennt wird. Während die Klasse „Nanohaloarchaea“ bei den Euryarchaeota (und dort evtl. in der „Stenosarchaea-Gruppe“) verortet wird, könnte der Rest des Phylums „Nanohaloarchaeota“ – das ist die Klasse „Nanohalobia“ und einige bisher nicht näher zugeordnete Vertreter – möglicherweise als namensgebender Teil bei den DPANN-Archaeen verbleiben, letzteres ist aber nicht sicher.

## Beschreibung und Vorkommen
Vertreter der Nanohaloarchaeota sind obligate Symbionten (Epibionten) von Haloarchaeen, beispielsweise „Ca. Nanohaloarchaeum antarcticus“ von Halorubrum lacusprofundi.
Unter den aus der Metagenomik vermuteten möglichen Vertreten des nach der Ausgliederung verbliebenen Phylums befinden sich nach Informationen aus der Gendatenbank des NCBI Isolate
- aus dem Meeressediment im Guaymas-Becken (Golf von Kalifornien), Proben-Entnahme am 4. Dezember 2009,
- aus dem Sediment bei den Hydrothermal-Schloten im Guaymas-Becken, entnommen am 2. Dezember 2009,
- aus Hydrothermal-Sulfid-Schloten der Tiefsee des Ostpazifischen Rückens, entnommen am 1. Januar 2014
- aus inländischen Salinen der Desierto de los Monegros (englisch Monegros Desert), Aragonien, Spanien,
- aus einer solaren Salinen (en. solar salterns) bei Tuzlagözü im Landkreis Kozluk, Türkei, entnommen im August 2014, und bei Ayvalık, ebenfalls in der Türkei, entnommen im September 2015,
- vom Tuz Gölü (Tuz-Salzsee, lateinisch Lacus Tatta), Türkei, entnommen im Juni 2016, und
- aus den hypersalinen Seen Rauer 1 Lake (Rauer-Inseln)[20] und Club Lake (Breidnes-Halbinsel)[20] – beide Ostantarktika.

Ca.Nanohaloarchaeum antarcticus parasitiert Halorubrum lacusprofundi (Haloferacaceae).

## Etymologie
Der Name des Phyalums „Nanohaloarchaeota“ leitet sich ab von altgriechisch νᾶνος nanos, deutsch ‚klein‘, lateinisch nanus, „zwergig“; sowieἅλς háls, deutsch ‚Salz, Meer‘, das Suffix ‚-archaeota‘ ist reserviert für Phyla (Stämme/Abteilungen) der Archaeen. „Nanohaloarchaeota“ bezeichnet also ein Phylum salzliebender, keliner (d. h. nanohalophiler) Archaeen.

## Systematik
Die Klasse (Biologie) „Nanohaloarchaea“ wurde jüngst aus dem hier beschriebenen Phylum Nanohaloarchaeota ausgegliedert (s. o.) und stattdessen den Euryarchaeota angegliedert (LPSN, NCBI); nach der NCBI-Taxonomie gehören sie dort der „Stenosarchaea-Gruppe“ an (Stand 14. Februar 2022).
In der graphischen Darstellung von LifeMap (NCBI Version, älterer Stand) wird die Klasse „Nanohaloarchaea“ (anders als in der NCBI-Taxonomie) selbst noch im Phylum „Candidatus Nanohaloarchaeota“ dargestellt, dieses aber insgesamt zur „Stenosarchaea-Gruppe“ innerhalb der Euryarchaeota; ebenso ist es bei UniProt.
In der graphischen Darstellung bei OneZoom sind alle Vertreter derzeit umgekehrt der DPANN-Gruppe zugeordnet.
Die folgende Systematik der nach der Ausgliederung verbleibenden Nanohaloarchaeota (Stand 14. Februar 2022) basiert im Wesentlichen auf folgenden Quellen:
- L – List of Prokaryotic Names with Standing in Nomenclature (LPSN)[19]
- N – National Center for Biotechnology Information (NCBI, Taxonomy Browser)[15]

In der DPANN-Gruppe (Superphylum) – (N):

Phylum: „Candidatus Nanohaloarchaeota“ Rinke et al. 2013 (L,N)
- Klasse: „Candidatus Nanohalobia“ La Cono et al. 2020 (L,N)
  - Ordnung: „Candidatus Nanohalobiales“ La Cono et al. 2020 (L,N)
    - Familie: „Candidatus Nanohalobiaceae“ La Cono et al. 2020 (L,N)
      - Gattung: „Candidatus Nanohalobium“ La Cono et al. 2020 (L,N)
        - Spezies: „Candidatus Nanohalobium constans“ La Cono et al. 2020 (L,N), inkl. DPANN group archaeon LC1Nh (N)[24] – Referenzstamm LC1Nh ist ein Symbiont des Haloarchaeons Halomicrobium LC1Hm (L). Probenherkunft: Sizilien, Westküste zw. Trapani und Marsala, Salzwiesen, "37.85 N 12.48 E", Juni 2017 (N)
- keiner Klasse, Ordnung oder Familie zugewiesene Gattungen:

- Gattung: „Candidatus Nanohalarchaeum“ corrig. Hamm et al. 2019 mit Schreibvariante „Ca. Nanohaloarchaeum“ Hamm et al. 2019 (L)
- Spezies: „Candidatus Nanohalarchaeum antarcticum“ corrig. Hamm et al. 2019 (L) mit Schreibvariante „Ca. Nanohaloarchaeum antarcticus“ im Deep Lake, insbes. mit Ca. Nha. antarcticus R1S1 und Ca. Nha. antarcticus R1 aus dem Rauer 1 Lake, sowie Ca. Nha. antarcticus C aus dem Club Lake, alle in der Ostantarktis
- Gattung: „Candidatus Nanopetraeus“ corrig. Crits-Christoph et al. 2016 mit Schreibvariante „Ca. Nanopetramus“ Crits-Christoph et al. 2016 (L)
- Spezies: Candidatus Nanopetramus sp. SG9 alias Nanohaloarchaea archaeon SG9 (N)
- weitere Stämme der Nanohaloarchaeota als mögliche Spezies mit vorläufiger Bezeichnung ohne Gattungszuweisung: Diverse Isolate nach NCBI mit vorläufiger Bezeichnung. (N)